# Perizoni

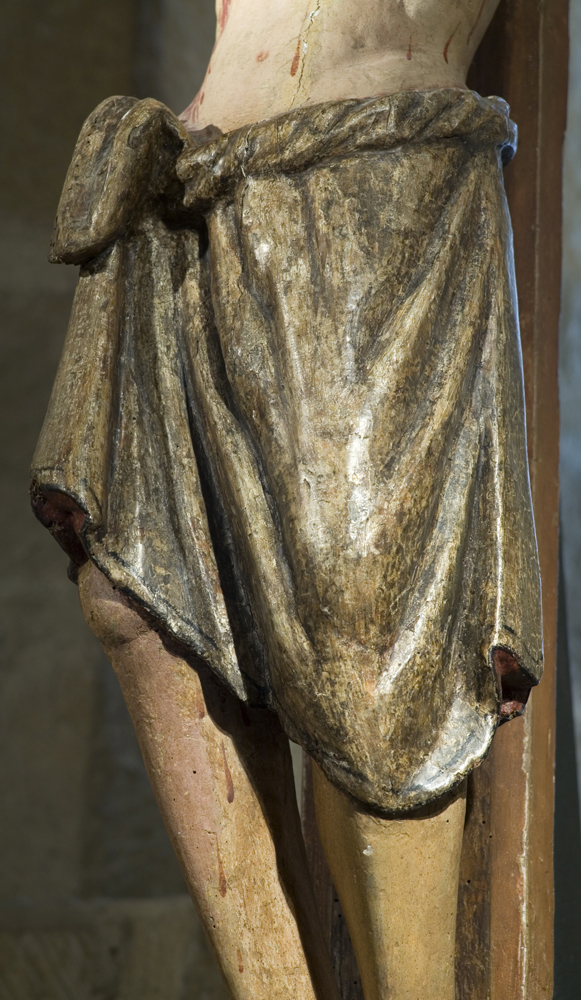
Perizoni

El perizoni (del llatí perizonium) o drap de la puresa designa el tros de tela que, en les imatges religioses, serveix per amagar la nuesa de Jesús de Natzaret a la creu.
La forma del perizoni és important per datar la representació del Crist i permet també simbolitzar certes idees del subjecte (cintura, longitud, etc.).
La relíquia del perizoni (vertader, segons la tradició) es conserva a la catedral d'Aquisgrà, a Alemanya.